# Tom Hedberg
Tom Hedberg, född 10 augusti 1999 i Stockholm, senare uppvuxen i Örnsköldsvik, är en svensk professionell ishockeyspelare som spelar för IF Troja-Ljungby i Hockeyallsvenskan. 